# Park Pil-jun
Park Pil-jun (* 22. August 1973) ist ein südkoreanischer Fußballschiedsrichter. Er ist seit 2015 K-League-Schiedsrichter und pfeift Spiele der K League Classic und der K League Challenge.